# Nyborg
Nyborg é um município da Dinamarca, localizado na região central, no condado de Fiónia.
O município tem uma área de 83,57 km² e uma  população de 18 833 habitantes, segundo o censo de 2004.